# Pat Tillman
Patrick Daniel „Pat“ Tillman Jr. (6. listopad 1976 – 22. duben 2004) byl hráč amerického fotbalu, jenž opustil svou profesionální kariéru, aby po útocích z 11. září 2001 mohl narukovat do Armády Spojených států amerických. Zúčastnil se několika bojových operací v Iráku a později v Afghánistánu, kde byl zastřelen. Okolnosti jeho smrti a následné vyšetřování rozpoutaly v USA bouřlivou diskuzi.

## Životopis
Pat Tillman se narodil jako nejstarší ze tří synů 6. listopadu 1976 ve Fremontu v Kalifornii. Už od mládí byl fascinován Americkým fotbalem. Hráčskými dovednostmi vynikal už na střední škole Leeland High School, kde potkal svou životní lásku Marii. Svůj talent však naplno projevil až po přechodu na Arizonskou státní univerzitu v rámci sportovního stipendia. Mimo hraní fotbalu se zde věnoval studiu marketingu a promoval po tříapůlletém studiu s průměrem 3,84. Po škole se stal profesionálním hráčem a oblékal dres týmu Arizona Cardinals. Těsně před vstupem do armády po útocích z 11. září 2001 se stihl oženit se svou středoškolskou láskou Marií Ugentli Tilmann. Jako voják byl nasazen v Iráku a Afghánistánu. Během služby se stal kritikem Bushovy administrativy a obou ozbrojených konfliktů. Dle výpovědi jeho matky se po návratu z mise měl setkat s prominentním kritikem americké a zahraniční politiky Noamem Chomskym. Byl velmi sečtělý i v oblasti náboženských textů, avšak podle jeho nejbližších byl ateista. V lednu 2010 byl na Filmovém festivalu v Sundance uveřejněn dokumentární snímek The Tillman Story.

## Fotbalová kariéra
Do univerzitní ligy se zapojil v roce 1994 jako linebacker Arizonské státní univerzity. Přestože byl na obránce relativně malý (1,80 m), byl na konferenci Pac-10 zvolen obráncem roku a Arizonskou univerzitou zvolen jako nejužitečnější hráč roku 1997. V roce 1998 byl draftován z 226. místa týmem Arizona Cardinals, kde jako nováček odehrál během první sezóny deset ze šestnácti zápasů. Svému týmu byl natolik oddaný, že dokonce odmítl nabídku pětiletého kontraktu s celkovým platem 9 milionů dolarů od St. Louis Rams. Nosil dres s číslem 40. Dráhu sportovce ukončil po sezóně v dubnu 2002. Během své kariéry byl členem několika top NFL výběrů předních sportovních novinářů a v roce 2010 byl uveden do Univerzitní fotbalové síně slávy.

## Vojenská kariéra
Patrick Tillman byl odveden v červnu roku 2002 společně se svým mladším bratrem Kevinem, profesionálním baseballistou. Základní výcvik dokončili oba v roce 2002 a byli přiřazeni k druhému praporu 75. Rangers regimentu ve Fort Lewis, Washington. V roce 2003 se zúčastnil operace Freedom a poté nastoupil na Ranger School ve Fort Benning, kterou absolvoval 28. listopadu téhož roku. Poté byl Tillman převelen do Afghánistánu, kde byl 22. dubna 2004 zabit spolubojovníky při přestřelce.

## Smrt

### Vyšetřování
Okolnosti úmrtí vyšetřoval americký Kongres. Armádní velitelství zvláštních operací nejprve tvrdilo, že Tillman byl zabit příslušníky afghánské milice, která jeho jednotku náhle přepadla na silnici v okolí vesnice Sperah, blízko pákistánské hranice. Během přestřelky byl údajně zabit jeden nepřátelský voják a postřeleni dva další příslušníci Rangers. Toto byla oficiální verze události, která byla předložena veřejnosti i Tillmanově rodině.
Vyšetřování, které vedl brigádní generál Gary M. Jones z amerického ministerstva obrany došlo k závěru, že ke smrti afghánského ozbrojence a Tillmana došlo v důsledku velmi intenzivní palby během přestřelky, do níž se zapojily dvě spojenecké jednotky. Dle zprávy se jednotka s označením Serial 2 dostala pod nepřátelskou palbu, zatímco Tillmanova jednotka Serial 1 jí spěchala na pomoc. Vojáci Tillmannovy skupiny se přesunuli na vyvýšené pozice, aby mohli lépe navigovat Serial 2 ven z nevýhodného postavení v rokli. Zřejmě v důsledku špatné radiokomunikace považovali vojáci jednotky Serial 2 Tillmannovu skupinu za nepřátelskou a zahrnuli jí devastující palbou, při níž měl být smrtelně zasažen.
3. května 2004 se konala celonárodně vysílaná bohoslužba, během níž senátor John McCain četl velebení.

### Kontroverze
4. dubna 2005 zveřejnil deník The Washington Post zprávu, připravenou vyšetřujícím brigádním generálem Gary M. Jonesem. Odhaluje v ní, že armádní velení bylo seznámeno s detailními informacemi o Tillmanově smrti už několik dní po incidentu. Přesto několik vysoce postavených důstojníků včetně generála Johna Abizaida schválilo posmrtné udělení stříbrné hvězdy a purpurového srdce. Jones napsal, že členové Tillmanovy jednotky spálili jeho neprůstřelnou vestu, uniformu a notebook ve snaze zničit důkazy. V odkazu na tyto skutečnosti Jones píše o pravděpodobné „bratrovraždě“. Generál Wesley Clark 27. července 2007 dokonce spekuloval, že oficiální přiznání střelby z vlastních řad po původním tvrzení, že šlo o nepřátelskou palbu, je jen zástěrka pro úkladnou vraždu na příkaz vysoce postavených osob v armádě či politice. Tuto teorii podporují odtajněné dokumenty poskytnuté pro Associated Press. Krom toho, že obsahují e-mail, kde si armádní právníci gratulovali k zastavení vyšetřování, obsahují i hlášení doktora, jenž provedl Tillmanovu pitvu. Ten byl údajně velmi znepokojen třemi střelnými ranami na jeho čele a požadoval zahájení vyšetřování. Jeho žádosti nebylo vyhověno.

## Knihy
- KRAKAUER, Jon. Where Men Win Glory: The Odyssey of Pat Tillman. [s.l.]: Doubleday (September 15, 2009), 2009. Dostupné online. ISBN 978-0-385-52226-7.
- TILLMAN, Mary, Narda Zacchino. Boots on the Ground by Dusk: My Tribute to Pat Tillman. [s.l.]: Modern Times, 2008. Dostupné online. ISBN 1-59486-880-8.
- TILLMAN, Mary, Narda Zacchino. Boots On The Ground By Dusk: Searching for Answers in the Death of Pat Tillman. [s.l.]: Blurb, Inc., 2010.